# La Carotte et le Bâton
 (février 2023).
Si vous disposez d'ouvrages ou d'articles de référence ou si vous connaissez des sites web de qualité traitant du thème abordé ici, merci de compléter l'article en donnant les références utiles à sa vérifiabilité et en les liant à la section « Notes et références ».
Pour les articles homonymes, voir La Carotte et le Bâton (homonymie).
Cet article possède un paronyme, voir La Carotte ou le bâton.
La Carotte et le Bâton est un documentaire français, réalisé par Stéphane Arnoux sorti en 2005.

## Description
À la suite de la marchandisation croissante de l'activité humaine, des artistes, enseignants, chercheurs et intellectuels s'engagent pour s'opposer à la refondation sociale imaginée par le MEDEF.

## Participants
- Patrick Ailloux
- Ralph Balez
- José Bové
- Samuel Churin
- Yves Clot
- Catherine Cofiné
- Marc Delepouve
- Jean-Louis Laville
- Vincent Mermé
- Patrick Pelloux
- Jack Ralite
- Eleonora Rossi
- Michel Tubiana